# Воробей Родіон Олексійович
Родіон Олексійович Воробей (нар. 27 січня 1975) — український футболіст, що виступав на позиції півзахисника. Відомий за виступами за футбольні клуб «Волинь» у вищій та першій українській лізі.

## Клубна кар'єра
Родіон Воробей розпочав свою футбольну кар'єру в аматорській команді «Промінь» із Рожища в чемпіонаті області у 1992 році. Із сезону 1993—1994 футболіст грав за іншу аматорську команду «Явір» з Цумані. На початку 1995 року Родіон Воробей отримав запрошення до найсильнішої команди області — луцької «Волині». яка на той час грала у вищій українській лізі. Дебютував молодий футболіст у новій команді в березні 1995 року. проте зіграв у вищій лізі лише 2 матчі, та повернувся до виступів за «Явір», у складі якого грав у чемпіонаті області та аматорському чемпіонаті України. На початку 1999 року Родіон Воробей повернувся до луцької команди, яка на той час вже виступала у першій лізі. До кінця чемпіонату футболіст зіграв 13 матчів у чемпіонаті України наступного сезону Воробей був уже твердим гравцем основи, зігравши 29 матчів у першості України, проте команда в чемпіонаті грала не дуже вдало. й зайняла у підсумку лише 10 місце в першій лізі. Наступний сезон футболіст розпочав у «Волині», зігравши 14 матчів у першості України, і з початку 2001 року знову повернувся до виступів у складі цуманського «Явора». Пізніше футболіст грав також у складі аматорських клубів «Ковель-Волинь» та «Іква» з Млинова, а також у міні-футбольній першості Волинської області. Останнім клубом Родіона Воробея є сільський футбольний клуб «Топільне» із однойменного села Рожищенського району.